# ブラッドビート 血に飢えた魔性の刃
『ブラッドビート 血に飢えた魔性の刃』（原題：Bloodbeat）は、1982年制作のアメリカ・フランス合作ホラー映画。
鎧に宿る武者の怨霊が田舎を襲い、超能力者と対決する。オカルト・スラッシャー映画。

## あらすじ
ウィスコンシンの田舎にある、キャシーの家に、息子のテッドと娘のドリーがクリスマス休暇で帰ってくる。キャシーはテッドと一緒に来たガールフレンドのサラを何処かで見たことがあると思い出し、不可思議に思う。一方、謎の武者が田舎の住人達を次々に殺害し、その魔の手はキャシーらに迫っていた。そして、サラには武者の怨霊に肉体を支配され、超能力を手に入れてしまう。キャシーは家族に隠していた超能力を解放、武者を倒すべく自らの力で戦いに挑む。

## キャスト
- ヘレン・ベントン
- テリー・ブラウン
- クローディア・ペイトン
- ダナ・デイ
- ジェームズ・フィッツギボンズ
- ピーター・ペイトン
- フランク・マイリー
- キャロル・ワーグナー